# Centro de investigación y recursos de las artes escénicas de Andalucía
El Centro de investigación y recursos de las artes escénicas de Andalucía (CIRAE), anteriormente conocido como Centro de Documentación de las artes escénicas de Andalucía (CDAEA), fue creado en 1990 con las funciones específicas de localizar, recoger, conservar, analizar y difundir la documentación e información del teatro, la danza y el circo en Andalucía. Las líneas maestras de trabajo se concretan, por una parte, en actuaciones basadas en la adquisición, investigación, tratamiento y conservación del patrimonio escénico documental, fijando la memoria del hecho escénico. Por la otra, en la información actualizada de la realidad escénica, generando productos y servicios de calidad.
El Centro está adscrito a la Agencia Andaluza de Instituciones Culturales, de la Consejería de Cultura y Patrimonio de la Junta de Andalucía.
Pertenece a la Red Idea, formada por el conjunto de centros de documentación y bibliotecas especializados de la Junta de Andalucía. También forma parte de la Red Europea de Centros de Información del Espectáculos Vivo (ENICPA) y de la Asociación Internacional de Bibliotecas y Museos de las Artes Escénicas (SIBMAS), estando presente en sus comités de dirección. 

## El centro y su estructura

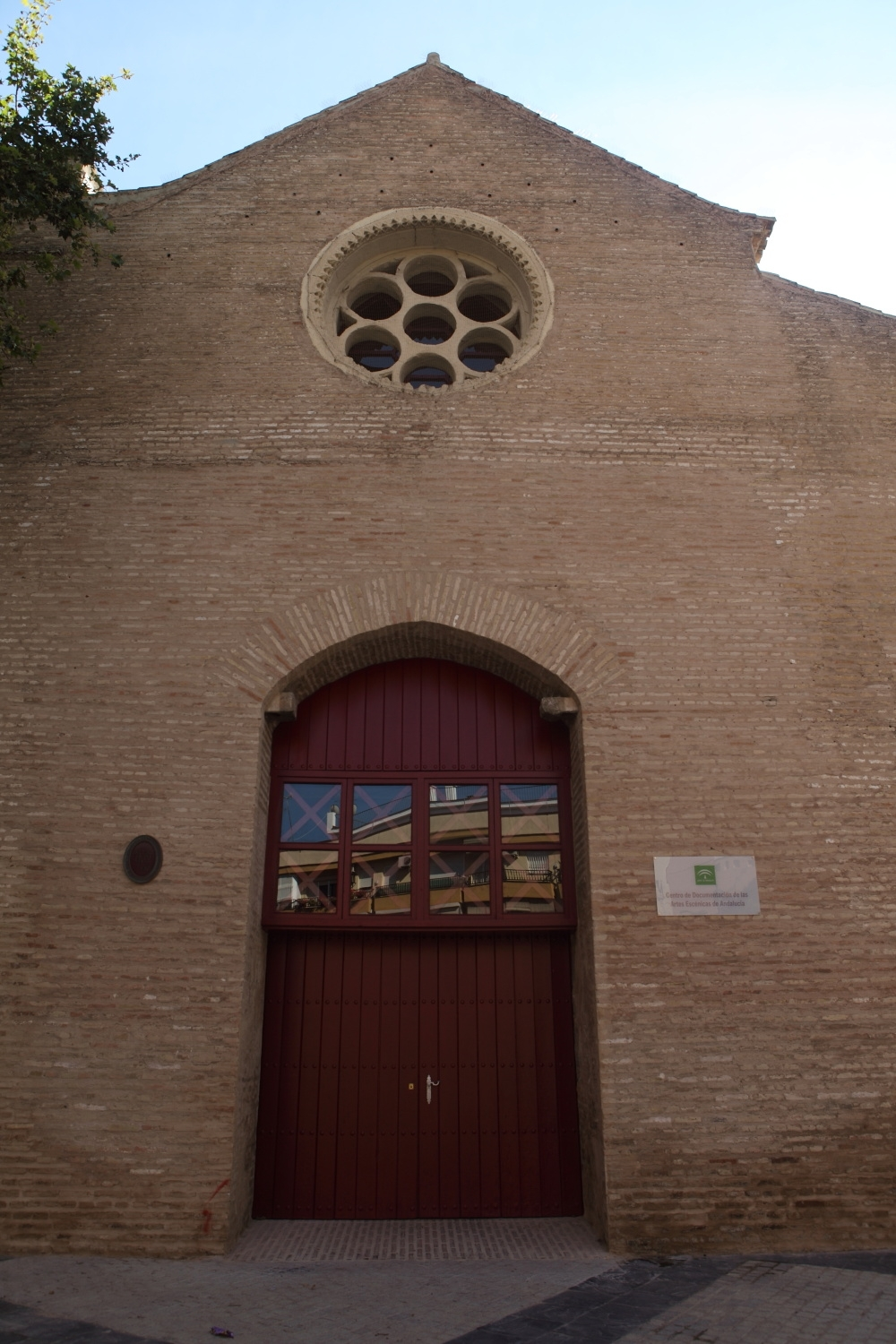
Fachada de la Iglesia de Santa Lucía

El Centro de investigación y recursos de las artes escénicas de Andalucía tiene su sede en la antigua Iglesia de Santa Lucía, en Sevilla. Internamente, el Centro se estructura de la siguiente forma:

### Biblioteca y Hemeroteca
La función principal de la biblioteca es revalorizar y dar a conocer el patrimonio bibliográfico del teatro y la danza en lo relacionado con Andalucía. El Catálogo de las Artes Escénicas, al que se puede acceder a través de la aplicación de gestión bibliotecaria Absysnet, integrada en el catálogo colectivo de la Red Idea, cuenta con más de 39.500 referencias entre las que se incluyen libros, revistas, recursos electrónicos, recursos sonoros y videograbaciones.

### Audiovisuales
La sección de Audiovisuales tiene como tarea prioritaria la adquisición, producción y recuperación y preservación de videograbaciones e imágenes del patrimonio escénico en Andalucía. Para ello, además, cuenta con un plan de producción propia de contenidos videográficos y fotográficos de coberturas de obras de teatro y danza, clases magistrales, talleres, conferencias y actividades del mundo de las artes escénicas en la Comunidad Andaluza.

### Archivo y Documentación
Centra su actividad en la adquisición, catalogación, conservación, digitalización y difusión de la documentación no libraría sobre el hecho escénico en Andalucía. Los documentos recopilados (programas de mano, carteles, fotografías, escenografías, bocetos de vestuario, prensa, etc) datan desde 1833 hasta la actualidad y permiten reconstruir la historia de la escena andaluza. Se puede acceder a todo este contenido a través de la plataforma Elektra.

### Investigación, Proyectos y Publicaciones
Investigación, Proyectos y Publicaciones se encarga de llevar a cabo tareas de estudio, ejecución, seguimiento, evaluación y difusión de actividades en el campo de las publicaciones, la investigación y los proyectos, así como el desarrollo de otras actividades como exposiciones, conferencias, presentaciones y eventos similares relacionados con el teatro y la danza en sus diversas facetas. Siempre con el fin de dar a conocer o difundir aspectos poco conocidos del acervo escénico andaluz.

## Investigación
La investigación es uno de los ejes vertebrales de este Centro y se concreta en:
- Proyectos propios como el desarrollo del proyecto de teatro independiente; el fenómeno del circo contemporáneo en Andalucía, localización y recuperación de fondos audiovisuales en soportes obsoletos, panorama de la danza en Andalucía; recuperación de autores dramáticos andaluces, las voces de la escena, historia de la magia en Andalucía…
- Proyectos en colaboración con otras instituciones, como el INAEM, la universidad, museos, instituciones internacionales de artes escénicas Red Europea de Centro de Información de las Artes Escénicas (ENICPA) y Asociación Internacional de Bibliotecas y Museos de las Artes Escénicas (SIBMAS).
- Apoyo a proyectos del sector. Mediante colaboración en becas y residencias de investigación, publicación de proyectos, espacio para la investigación.

## Programación cultural
Bajo la denominación #elcentroAescena se desarrolla en el Centro una programación cultural para dar a conocer y poner en valor el teatro y la danza en Andalucía. Las actividades son variadas y van desde clubes de lectura de textos dramáticos, escenaforum, exposiciones, presentaciones de libros, lecturas dramatizadas, conferencias, encuentros con profesionales, etc.

## Catálogos y bases de datos
El Centro de investigación y recursos de las artes escénicas de Andalucía cuenta con diversos catálogos a disposición pública:
1. Catálogo de las Artes Escénicas. Catálogo integrado de libros, publicaciones periódicas, recursos electrónicos y videograbaciones.
2. Archivo Digital de las Artes Escénicas. Elektra. Catálogo de documentación gráfica sobre teatro y danza en Andalucía, que conforma una colección de más de 290.000 imágenes digitales, desde 1833.
3. Directorio de las Artes Escénicas de Andalucía. Base de datos que ofrece información y datos de contacto sobre las entidades y profesionales del sector de las artes escénicas en Andalucía y de eventos o actividades organizadas por ellas.
4. Autores Dramáticos Andaluces. Catálogo de todos los autores andaluces, así como de su producción dramática, desde la antigüedad a nuestros días.

## Fondos
Los fondos que posee el Centro de investigación y recursos de las artes escénicas de Andalucía provienen de adquisiciones, cesiones, y documentación generada por el propio Centro. Están compuestos por materiales de muy diversa tipología, que se organizan en dos secciones:

### Fondos Documentales
Hay una colección de más de 9.300 carteles que datan desde finales del siglo XIX, el archivo de material fotográfico, las publicaciones en prensa escrita y especializada, con más de 162.000 registros, y el muestrario de vestuario y escenografía, entre los que se incluyen bocetos y maquetas.

### Fondos Singulares
Por otra parte el Centro cuenta con una serie de Fondos Singulares entre los que se incluyen la colección de documentos sobre la Agrupación Teatral La Cuadra de Sevilla, fundada por Salvador Távora en los años 70; una documentación centrada en la figura de Antonio El Bailarín y el mundo de la danza, un Fondo de Autores Dramáticos Andaluces, resultado de un proyecto de investigación iniciado en 1997, un Fondo de Ilusionismo, un Fondo de Teatro Independiente, un Fondo de Teatro Lebrijano y tres fondos a partir de la adquisición de parte de las bibliotecas personales del dramaturgo andaluz José López Rubio, del dramaturgo sevillano José Mota González, del estudioso y crítico de teatro Ismael Sánchez Esteban, y del escritor, investigador y crítico teatral Julio Martínez Velasco.

## Servicios
Desde el Centro de investigación y recursos de las artes escénicas de Andalucía se ofrece una serie de servicios gratuitos a la ciudadanía:
- Consultas a bases de datos
- Consultas en sala
- Formación de usuarios
- Préstamo de libros
- Banco de textos teatrales inéditos
- Servicio de filmaciones y fotografía
- Visitas guiadas para grupos.